# Euthalia tyawena
Euthalia tyawena är en fjärilsart som beskrevs av Hans Fruhstorfer 1913. Euthalia tyawena ingår i släktet Euthalia och familjen praktfjärilar. Inga underarter finns listade i Catalogue of Life.